# Issa Kallon
Issa Kallon (Zeist, 3 januari 1996) is een Nederlands-Sierra Leoons voetballer die bij voorkeur als aanvaller speelt. Kallon speelde voor verschillende Nederlandse jeugdselecties en debuteerde in 2022 in het Sierra Leoons voetbalelftal. Zijn oom is voetballer Mohamed Kallon.

## Clubcarrière
Kallons ouders komen uit Sierra Leone. Begin 2006 verruilde hij VV Jonathan voor de Vitesse/AGOVV Voetbal Academie. Daar tekende hij in 2012 zijn eerste contract. In 2014 liep zijn verbintenis bij Vitesse af en ging hij naar FC Utrecht. Hiervoor debuteerde Kallon op 24 augustus 2014 in de Eredivisie, tegen Feyenoord. Hij mocht in de basiself beginnen en werd na 58 minuten bij een tussenstand van 1-1 vervangen door Rodney Antwi, die even later het winnende doelpunt maakte.
FC Utrecht verhuurde Kallon in juli 2016 voor een jaar aan FC Emmen. Daarna vertrok hij definitief, naar SC Cambuur. In augustus 2022 moest hij daar weg en vond in China een nieuwe club: Shanghai Port FC.

### Clubstatistieken
| Seizoen | Club             | Competitie                                | Competitie | Competitie | Beker | Beker | Internationaal | Internationaal | Totaal | Totaal |
| Seizoen | Club             | Competitie                                | Wed.       | Dlp.       | Wed.  | Dlp.  | Wed.           | Dlp.           | Wed.   | Dlp.   |
| ------- | ---------------- | ----------------------------------------- | ---------- | ---------- | ----- | ----- | -------------- | -------------- | ------ | ------ |
| 2014/15 | FC Utrecht       | Eredivisie                                | 5          | 0          | 0     | 0     | 0              | 0              | 5      | 0      |
| 2015/16 | FC Utrecht       | Eredivisie                                | 1          | 0          | 0     | 0     | 0              | 0              | 1      | 0      |
| 2016/17 | → FC Emmen       | Eerste divisie                            | 37         | 4          | 2     | 0     | 0              | 0              | 39     | 4      |
| 2017/18 | SC Cambuur       | Eerste divisie                            | 32         | 3          | 3     | 1     | 0              | 0              | 35     | 4      |
| 2018/19 | SC Cambuur       | Eerste divisie                            | 30         | 0          | 3     | 0     | 0              | 0              | 33     | 0      |
| 2019/20 | SC Cambuur       | Eerste divisie                            | 22         | 6          | 1     | 0     | 0              | 0              | 23     | 6      |
| 2020/21 | SC Cambuur       | Eerste divisie                            | 31         | 11         | 1     | 0     | 0              | 0              | 32     | 11     |
| 2021/22 | SC Cambuur       | Eredivisie                                | 32         | 5          | 1     | 0     | 0              | 0              | 33     | 5      |
| 2021/22 | Shanghai Port FC | Chinese Football Association Super League | 18         | 1          | 3     | 1     | 0              | 0              | 21     | 2      |
| 2022/23 | Shanghai Port FC | Chinese Football Association Super League | 23         | 5          | 1     | 0     | 0              | 0              | 24     | 5      |
| 2023/24 | Shanghai Port FC | Chinese Football Association Super League | 0          | 0          | 0     | 0     | 0              | 0              | 0      | 0      |
| Totaal  | Totaal           | Totaal                                    | 231        | 35         | 15    | 2     | 0              | 0              | 246    | 37     |

## Interlandcarrière
Kallon speelde voor diverse Nederlandse jeugdelftallen. Hij werd begin 2022 benaderd om voor het Sierra Leoons elftal uit te komen. Hij maakte zijn debuut in de selectie voor het Afrikaans kampioenschap voetbal 2021 gehouden in januari 2022 in Kameroen. Tijdens dat toernooi maakte Kallon zijn debuut tegen Ivoorkust.
| Interlands van Issa Kallon voor Sierra Leone | Interlands van Issa Kallon voor Sierra Leone | Interlands van Issa Kallon voor Sierra Leone | Interlands van Issa Kallon voor Sierra Leone | Interlands van Issa Kallon voor Sierra Leone | Interlands van Issa Kallon voor Sierra Leone |
| No.                                          | Datum                                        | Wedstrijd                                    | Uitslag                                      | Competitie                                   |                                              |
| Als speler van SC Cambuur                    | Als speler van SC Cambuur                    | Als speler van SC Cambuur                    | Als speler van SC Cambuur                    | Als speler van SC Cambuur                    | Als speler van SC Cambuur                    |
| -------------------------------------------- | -------------------------------------------- | -------------------------------------------- | -------------------------------------------- | -------------------------------------------- | -------------------------------------------- |
| 1                                            | 16 januari 2022                              | Ivoorkust – Sierra Leone                     | 2 – 2                                        | Afrika Cup 2021                              |                                              |
| 2                                            | 20 januari 2022                              | Sierra Leone – Equatoriaal-Guinea            | 0 – 1                                        | Afrika Cup 2021                              |                                              |
| 3                                            | 24 maart 2022                                | Togo – Sierra Leone                          | 3 – 0                                        | Vriendschappelijk                            |                                              |

## Veroordeling
In 2017 werd Kallon veroordeeld tot een werkstraf van 150 uur, vanwege seks met een minderjarige.